# Provinciale weg 296
De provinciale weg 296 (N296) (Maaseikerweg) is een provinciale weg in de provincie Limburg. De weg verbindt de N276 bij Susteren met de A2 en de Belgische grens bij Roosteren waar via de Pater Sangersbrug en de Belgische N761 een verbinding bestaat met Maaseik.
In 2004 en 2005 stond de N296 volop in de belangstelling vanwege werkzaamheden rond de brug over het Julianakanaal bij Roosteren. De brug werd in deze periode drie meter verhoogd, zodat containerschepen met 4 lagen ook onder de brug door kunnen varen. Deze werkzaamheden vielen samen met de aanleg van een volledig nieuwe aansluiting op de A2, en wordt ook wel 'Operatie Bottleneck' genoemd, waar overigens meer projecten in de omgeving onder vallen. De realisatie van deze nieuwe aansluiting was nodig voor de ontsluiting van een nieuw bedrijventerrein. De aansluiting 46 met de A2 ligt nu enkele honderden meters zuidelijker aan de N296n, Holtum-Noordweg. Oorspronkelijk lag de aansluiting direct aan de N296, dit was echter niet meer mogelijk door het verhogen van de bruggen over de A2 en het Julianakanaal.
N62 · N69 · N251 · N252 · N253 · N254 · N255 · N256/A256 · N257 · N258 · N260 · N261 · N262 · N263 · N264 · N266 · N267 · N268 · N269 · N270/A270 · N271 · N272 · N273 · N274 · N275 · N276 · N277 · N278 · N279 · N280 · N281 · N282 · N283 · N284 · N285 · N286 · N287 · N288 · N289 · N290 · N291 · N292 · N293 · N294 · N295 · N296 · N296n · N297 · N298 · N300 · N321 · N322 · N324 · N329 · N389 · N394 · N395 · N396 · N397

N556 · N562 · N564 · N570 · N572 · N590 · N595 · N598 · N601 · N602 · N605 · N607 · N612 · N613 · N615 · N616 · N617 · N618 · N620 · N622 · N625 · N629 · N631 · N632 · N637 · N638 · N639 · N640 · N641 · N651 · N652 · N653 · N654 · N655 · N656 · N658 · N659 · N660 · N661 · N662 · N663 · N664 · N665 · N666 · N667 · N668 · N669 · N670 · N671 · N673 · N674 · N675 · N676 · N682 · N683 · N686 · N689 · N690 · N831 · N843

Voormalige provinciale wegen: N299 · N551 · N552 · N553 · N554 · N555 · N560 · N561 · N563 · N565 · N566 · N567 · N568 · N571 · N574 · N580 · N581 · N582 · N583 · N584 · N585 · N586 · N587 · N588 · N589 · N591 · N592 · N593 · N594 · N596 · N597 · N603 · N604 · N606 · N608 · N610 · N611 · N614 · N619 · N621 · N623 · N624 · N626 · N628 · N630 · N634 · N642 · N657